# Кальвине
Кальвине́ (фр. и окс. Calvinet) — коммуна во Франции, находится в регионе Овернь. Департамент — Канталь. Входит в состав кантона Монсальви. Округ коммуны — Орийак.
Код INSEE коммуны — 15027.
Коммуна расположена приблизительно в 460 км к югу от Парижа, в 135 км юго-западнее Клермон-Феррана, в 24 км к югу от Орийака.

## Население
Население коммуны на 2008 год составляло 471 человек.
| 1962 | 1968 | 1975 | 1982 | 1990 | 1999 | 2008 |
| ---- | ---- | ---- | ---- | ---- | ---- | ---- |
| 521  | 524  | 491  | 408  | 404  | 432  | 471  |

## Экономика
В 2007 году среди 252 человек в трудоспособном возрасте (15—64 лет) 195 были экономически активными, 57 — неактивными (показатель активности — 77,4 %, в 1999 году было 60,6 %). Из 195 активных работали 176 человек (93 мужчины и 83 женщины), безработных было 19 (6 мужчин и 13 женщин). Среди 57 неактивных 20 человек были учениками или студентами, 26 — пенсионерами, 11 были неактивными по другим причинам.

## Достопримечательности
- Замок Ламот (XVIII—XIX века). Памятник истории с 1993 года[3]

## Фотогалерея

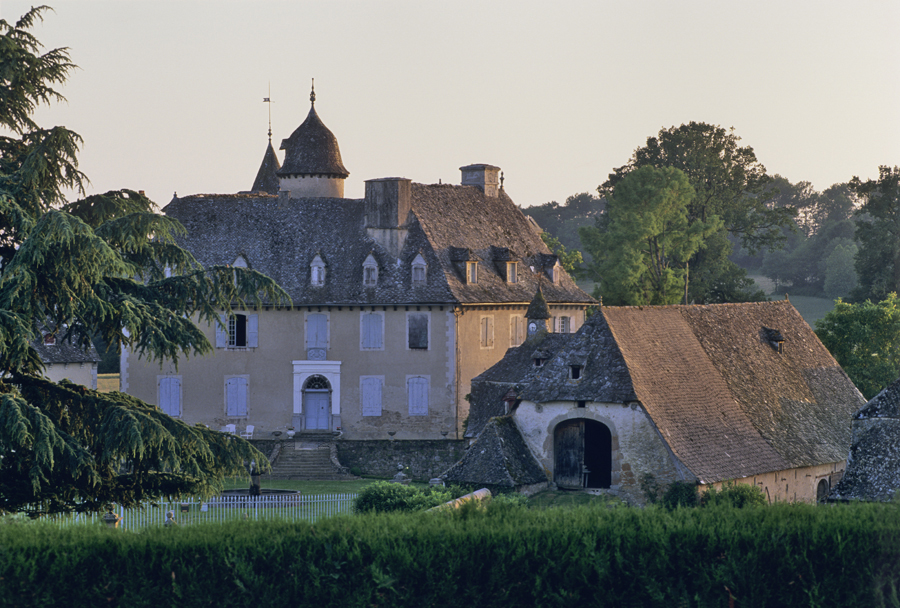
Замок Ламот
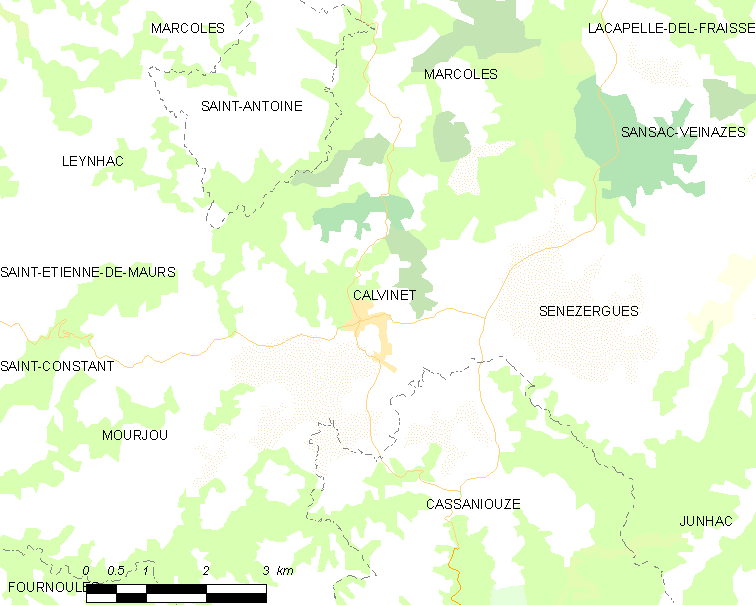
Карта коммуны